# Binamare
Binamare (nep. बिनामारे) – gaun wikas samiti w zachodniej części Nepalu w strefie Dhawalagiri w dystrykcie Baglung. Według nepalskiego spisu powszechnego z 2011 roku liczył on 562 gospodarstwa domowe i 2352 mieszkańców (1377 kobiet i 975 mężczyzn).